# Фёдорова, Алина Яновна
Алина Яновна Фёдорова (род. 31 июля 1989, Княжичи, Киевская область) — украинская легкоатлетка, специализирующаяся на семиборье, призёр чемпионатов мира.

## Биография
Заниматься спортом Фёдорова начала с первого класса, когда пришла в легкоатлетическую спортивную секцию, однако перспективной спортсменки в ней не видели. В конце концов, тренер Николай Новоселов взял её на соревнования, где она выиграла 200 метров. После этого она занималась баскетболом, волейболом, бегом, прыжками и толканием ядра. В восьмом классе поступила в Броварское училище физкультуры, откуда перешла в Республиканское высшее училище олимпийского резерва. Окончила Тернопольский национальный экономический университет.
В 2007 году Фёдорова впервые приняла участие в международных соревнованиях, в юниорском чемпионате Европы в Каунасе, однако даже не выполнила всю программу. В 2014 году она завоевала свою первую медаль на профессиональном уровне, заняв третье место на чемпионате мира в помещении. Летом 2015 года Фёдорова стала победительницей кубка Европы по многоборью, однако на чемпионате мира в Пекине из-за ахиллобурсита стала лишь 17-й. Тем не менее, в 2016 году она повторила успех на чемпионате мира в помещении, установив два личных рекорда: 8,27 с в беге на 60 м с барьерами и 4770 очков в сумме пятиборья. В том же году Фёдорова отправилась на Олимпийские игры, предварительно приняв участие в презентации новой экипировки сборной Украины по лёгкой атлетике.